# يوم سقوط الجدار

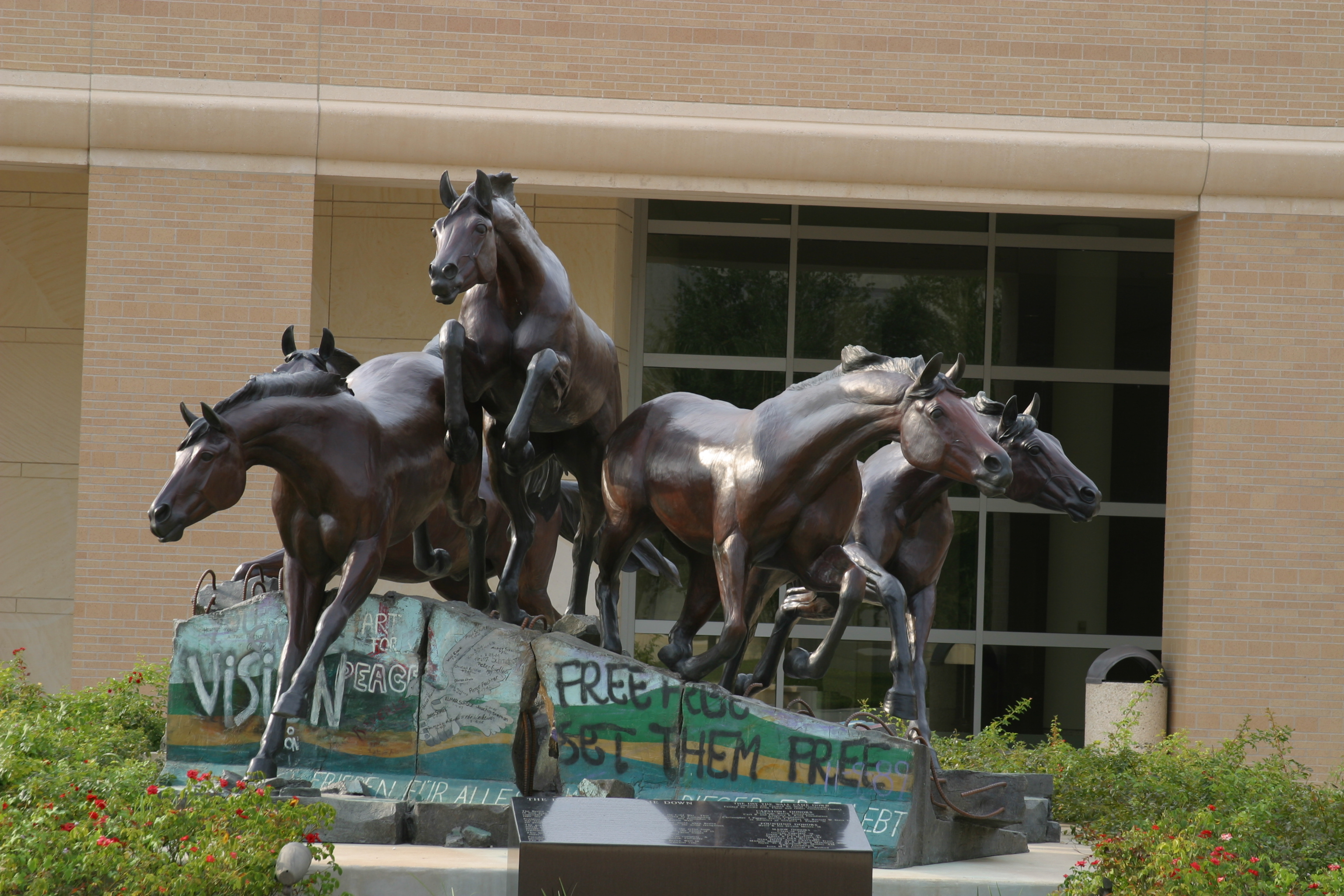
يوم سقوط الجدار (1996) من نحت فيريل جودنايت، معروض على حرم مكتبة جورج بوش الرئاسية ، يصور خمسة خيول تقفز فوق قطع حقيقية من جدار برلين

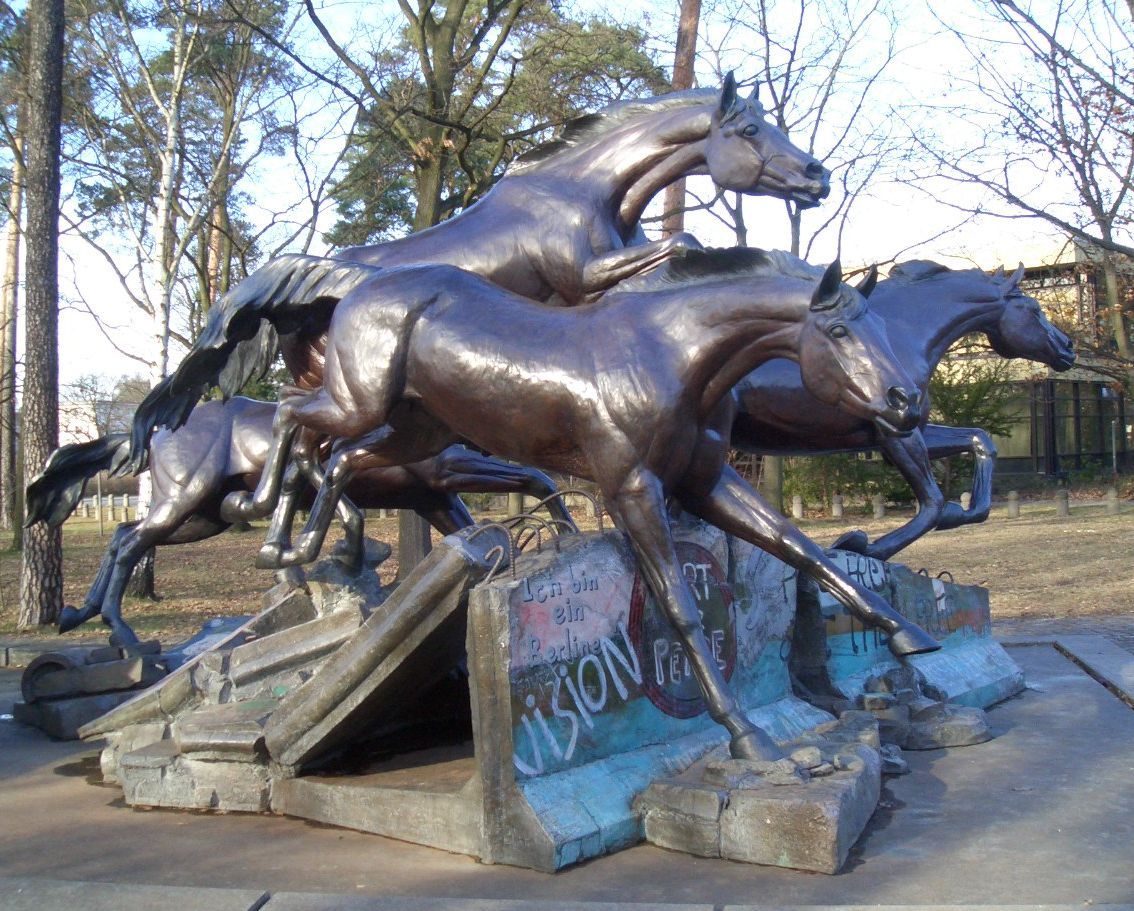
يوم سقوط الجدار (1998) يقع في كلايالي، برلين زيليندورف ، بالقرب من متحف الحلفاء

يوم سقوط الجدار The Day the Wall Came Down عبارة عن منحوتتين للنحان فيريل جودنايت تكريمًا للنهاية التلقائية لجدار برلين في 9 نوفمبر 1989. وهو يصور خمسة خيول تقفز فوق قطع حقيقية من الجدار المكسور.
تم نحت المنحوته الاولى عام 1996 وتم وضعه في البداية في متنزه ستون ماونتن بالقرب من أتلانتا، جورجيا ، لدورة الألعاب الأوليمبية لعام 1996.  تم نقله في عام 1997 وهو الآن موجود على حرم المكتبة الرئاسية ومتحف جورج بوش الأب في كوليدج ستيشن، تكساس . 
تم الانتهاء من النحت الثاني عام 1998، وتم إهداؤه من الولايات المتحدة إلى ألمانيا، ويقع في منطقة كلايالي بالقرب من متحف الحلفاء في القطاع الأمريكي السابق في برلين.  يبلغ وزن كل منحوتة حوالي سبعة أطنان ويبلغ طولها 30 قدم (9.1 م) طوله 18 قدم (5.5 م) عرضًا بـ 12 قدم (3.7 م) عالية. 